# Враниц
Вра́ниц (хорв. Vranjic, итал. Vragnizza) — город в Хорватии, расположен в 5 км севернее центра города Сплит на Адриатическом море.

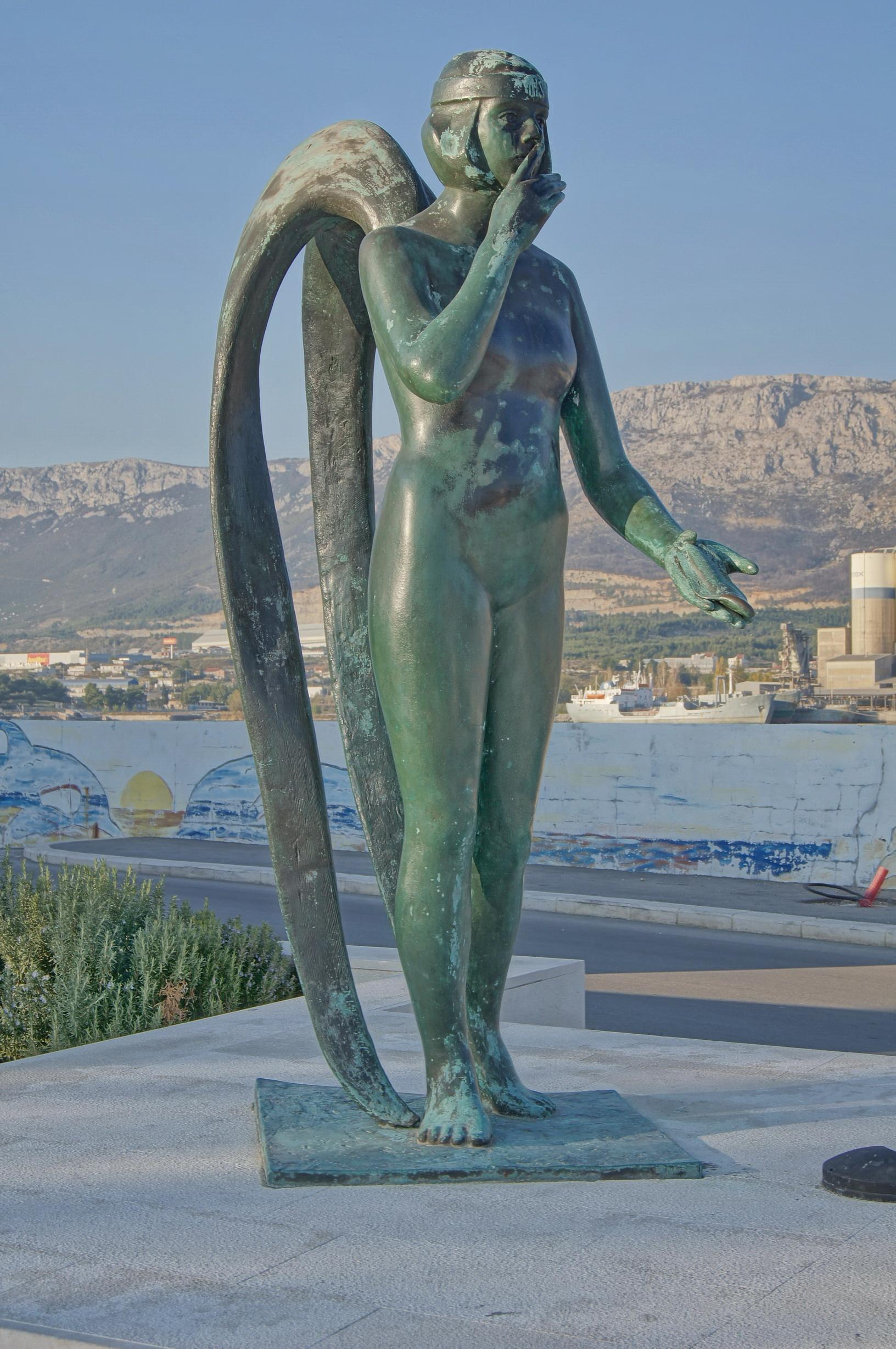
Статуа «Ангел Рафаил» на входу в город.

Фактически Враниц является пригородом Сплита, а также и пригородом города Солина. Враниц расположен между городам Солин, Сплит и Каштела. Враниц является одним из самых старейших мест на берегу Адриатического моря, а также одним из самых известных. Этот город известен потому что там была фактория «Салонит», ради которой умерло более чем 10 % населения города. Это известно в целой Хорватии как одна из большой трагедии в современной истории Враница и Хорватии. Климат Враница не отличается от климата города Сплита.

## История
Враниц известен также как и «Малая Венеция», (хорв. Mala Venecija) потому что очень похож на Венецию. В истории, Враниц был островом, но его связали с берегом в XIX веке чтобы было проще торговать с городом Сплитом, но тоже и чтобы было проще выйти из города в случае опасности. Враниц был место карантиной когда в Сплите была чума, а тоже был и тюрьма.

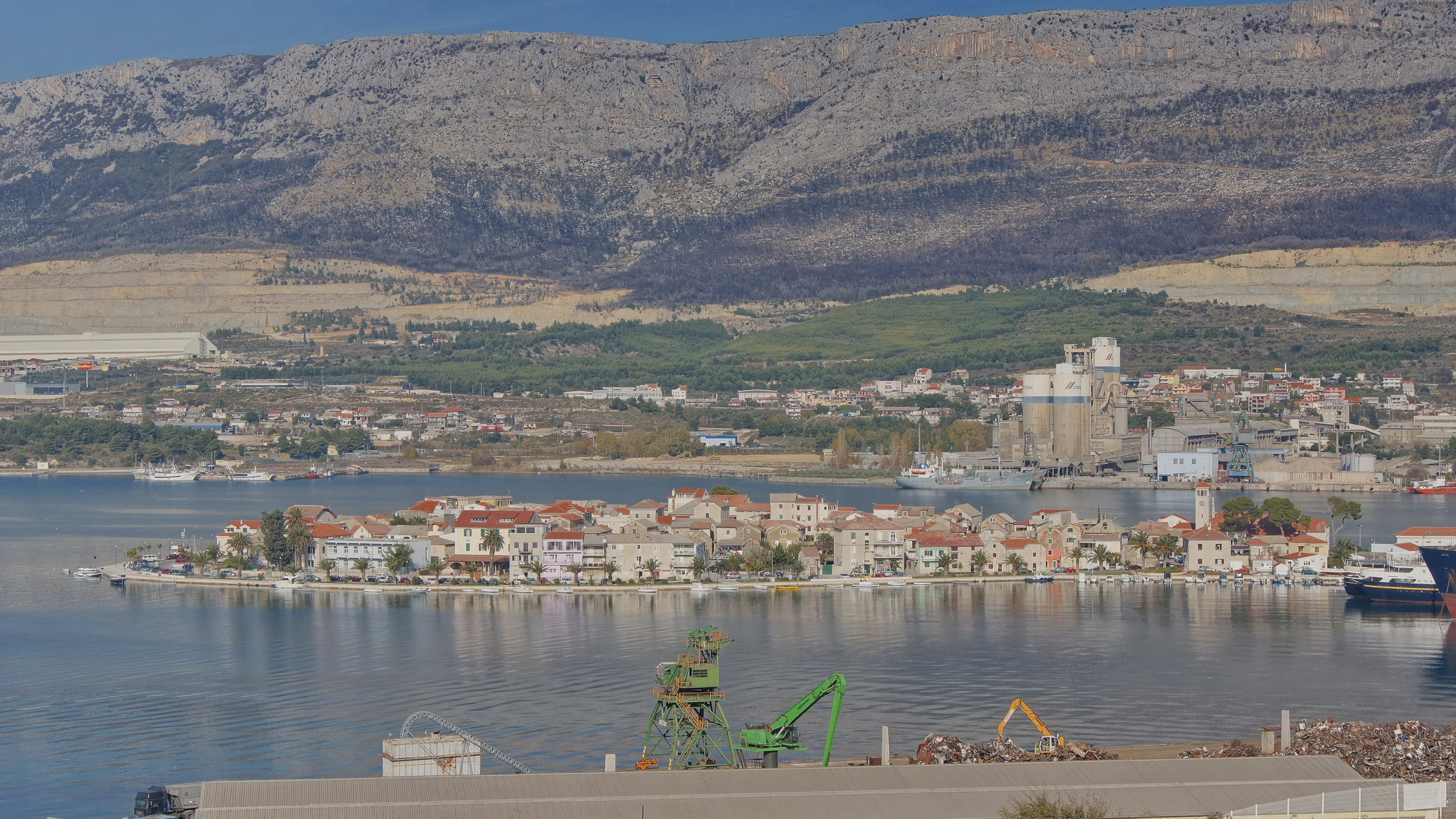
Враниц из воздуха

## География
Враниц известен поэтому что он оригинально был островом, но его связали с берегом.